# Faza (fizika)
Fáza je v fiziki izraz, ki označuje dva medsebojno nepovezana pojma:
1. V termodinamiki je faza množica stanj makroskopskega termodinamskega sistema s homogeno kemijsko sestavo in fizikalnimi lastnostmi (npr. gostoto, kristalno strukturo, lomnim količnikom ipd.).
2. Pri nihanju in valovanju je faza argument sinusne ali kosinusne funkcije.